# روي هولدر
روي هولدر (بالإنجليزية: Roy Holder)‏ هو ممثل بريطاني، ولد في 15 يونيو 1946 ببرمنغهام في المملكة المتحدة.

## أعمال

### أفلام
- (2005) كبرياء وتحامل[3]

## وصلات خارجية
- روي هولدر على موقع IMDb (الإنجليزية)
- روي هولدر على موقع ديسكوغز (الإنجليزية)
- روي هولدر على موقع قاعدة بيانات الفيلم (الإنجليزية)